# Luino–Milánó-vasútvonal
A Luino–Milánó-vasútvonal egy 50,7 km hosszúságú, normál nyomtávolságú vasútvonal Olaszországban, Luino és Milánó között. A vonal 3000 V egyenárammal villamosított, fenntartója az RFI.
A vasútvonal három részből áll:
- A Luino és Laveno-Mombello közötti rész a Novara-Pino-vasútvonalhoz,
- a Laveno-Mombello és Gallarate közötti rész a Gallarate-Laveno-vasútvonalhoz,
- míg a Gallarate és Milánó közötti rész a Domodossola–Milánó-vasútvonalhoz tartozik.